# Marek Horczyczak
Marek Horczyczak (ur. 8 lipca 1966 w Warszawie) – dziennikarz telewizyjny i radiowy, instruktor sztuk walki wushu.

## Życiorys
Od 1994 w telewizji Polsat. Prowadził program muzyczny Gramy!. Od października 1994 prezenter pogody, a od 1998 także szef redakcji Pogody. W tym czasie jako pierwszy wprowadził na antenę informacje o wpływie pogody na samopoczucie człowieka – biomet, informacje o temperaturze odczuwalnej, informacje o natężeniu promieniowania UV. Przygotował ponadto programy o tematyce przyrodniczej, edukacyjnej i rekreacyjnej: Bractwo Białego Orła, Relaks z Taichi.
Pięciokrotnie (2010, 2012, 2013, 2014, 2017) był nominowany do nagrody Telekamery w kategorii Prezenter pogody.
Przez 3 lata przygotowywał autorskie prognozy pogody dla Tok FM.
Reprezentant Polski w sztukach walki wushu, uczestnik mistrzostw świata w Makau w 2003 r. Prowadzi szkołę sztuk walki: Warszawskie Centrum Tai Chi. Był także członkiem Climat Broadcasters Network Europe – organizacji zrzeszającej prezenterów pogody, meteorologów i emitentów powołanej przy Komisji Europejskiej.